# Reginald Manningham-Buller, 1. Viscount Dilhorne
Reginald Edward Manningham-Buller, 1. Viscount Dilhorne PC QC (* 1. August 1905 in Amersham, Buckinghamshire; † 7. September 1980 in Knoydart, Inverness-shire) war ein britischer Politiker der Conservative Party und Jurist. Er war mehrere Jahre Abgeordneter im House of Commons, wurde 1962 in den erblichen Adelsstand erhoben, war somit Mitglied des House of Lords, war zwischen 1962 und 1964 Lordkanzler und zuletzt Lord of Appeal in Ordinary.

## Leben

### Abstammung, Rechtsanwalt und Unterhausabgeordneter
Manningham-Buller war ein Urenkel von Edward Manningham-Buller, der mit Unterbrechungen 23 Jahre Abgeordneter des House of Commons war und dem 1866 die Würde eines Baronet, of Dilhorne Hall in the County of Stafford, verliehen wurde. Sein Vater Mervyn Manningham-Buller war ebenfalls 14 Jahre Abgeordneter des House of Commons und wurde 1910 3. Baronet. Seine Mutter Lilah Constance Cavendish war eine Tochter von Charles Cavendish, 3. Baron Chesham, einem Generalmajor der British Army, der zwischen 1900 und 1901 das Ehrenamt eines Master of the Buckhounds sowie anschließend eines Lord of the Bedchamber des damaligen Prince of Wales George bekleidete.
Er selbst absolvierte nach dem Besuch des Eton College ein Studium der Rechtswissenschaften am Magdalen College der University of Oxford und erhielt 1927 seine anwaltliche Zulassung bei der Rechtsanwaltskammer (Inns of Court) von Inner Temple. Im Anschluss nahm er eine Tätigkeit als Barrister auf.
Nach dem Tode von Edward FitzRoy wurde Manningham-Buller bei einer Nachwahl (By-election) am 3. März 1943 als Kandidat der konservativen Tories erstmals zum Abgeordneten in das House of Commons gewählt und vertrat dort zunächst den Wahlkreis Daventry bis zu dessen Auflösung am 23. Februar 1950. Während dieser Zeit war er 1943 kurzzeitig Parlamentarischer Sekretär beim Ministerium für Arbeiten (Ministry of Works) sowie 1946 zum Kronanwalt (King’s Counsel) ernannt.
Bei den Unterhauswahlen am 23. Februar 1950 wurde Manningham-Buller für die Conservative Party wieder zum Abgeordneten in das House of Commons gewählt, in dem er nunmehr bis zum 17. Juli 1962 den neugeschaffenen Wahlkreis Northamptonshire South vertrat.

### Solicitor General und Attorney General von England und Wales
Am 3. November 1951 wurde Manningham-Buller von Premierminister Winston Churchill als Nachfolger von Lynn Ungoed-Thomas zum Solicitor General von England und Wales ernannt und bekleidete diese Funktion bis zu seiner Ablösung durch Harry Hylton-Foster am 18. Oktober 1954. Zugleich wurde er 1951 zum Knight Bachelor geschlagen und führte fortan den Namenszusatz „Sir“.
Im Anschluss wurde er am 18. Oktober 1954 von Premierminister Churchill als Attorney General zum Generalstaatsanwalt von England und Wales berufen und übte dieses Amt auch unter Churchills Nachfolgern Anthony Eden und Harold Macmillan bis zu seiner Ablösung durch John Hobson am 18. Juli 1962 aus. Nach dem Tode seines Vaters wurde Manningham-Buller, der 1954 auch Privy Councillor wurde, am 22. August 1956 als dessen Erbe 4. Baronet.

#### Anklage gegen Serienmörder John Bodkin Adams
Als Attorney General vertrat er 1957 die Anklage gegen den mutmaßlichen Serienmörder John Bodkin Adams, der als Arzt zwischen 1946 und 1956 rund 160 Patienten unter mysteriösen Umständen verlor. Zur Anklage kamen letztlich jedoch nur die beiden Todesfälle von Edith Alice Morrell sowie Gertrude Hullett, wobei es auf Antrag von Manningham-Buller zur Einstellung beziehungsweise Rücknahme der Klage (nolle prosequi) in Bezug auf Hullett kam, während es im Fall Morrell am 9. April 1957 zu einem Freispruch kam. Der Vorsitzende Richter Patrick Devlin, später selbst Lord of Appeal in Ordinary, rügte die Klagerücknahme als „Prozessmissbrauch“. Der Prozess führte zur Einführung des sogenannten Prinzips der Doppelwirkung in das englische Recht ein, wonach ein Arzt, der im Willen, Schmerzen seines Patienten zu stillen, unbeabsichtigt den Tod des Patienten herbeiführt, nicht des Mordes angeklagt werden darf. Zweitens wurde dem Angeklagten aufgrund des enormen öffentlichen Andrangs bei seiner Anhörung zugestanden, den Ausschluss der Öffentlichkeit zu beantragen. Auch in der Politik wurde Manningham-Bullers Prozesstaktik kritisiert und in Debatten im House of Commons diskutiert.

### Lordkanzler, Oberhausmitglied und Lordrichter
Am 13. Juli 1962 wurde Manningham-Buller von Premierminister Macmillan zum Nachfolger von David Maxwell Fyfe, 1. Earl of Kilmuir zum Lordkanzler von Großbritannien berufen. Kurz darauf wurde er durch ein Letters Patent vom 17. Juli 1962 mit dem Titel Baron Dilhorne, of Towcester in the County of Northampton in den erblichen Adelsstand (Hereditary Peerage) erhoben und damit auch Mitglied des House of Lords. Das Amt des Lordkanzlers bekleidete Lord Dilhorne, der 1962 kurzzeitig Recorder (Stadtrichter) von Kingston upon Thames war, auch unter Macmillans Nachfolger Alec Douglas-Home bis zum Machtverlust der Conservative Party bei den Unterhauswahlen am 15. Oktober 1964.
Durch ein Letters Patent vom 7. Dezember 1964 wurde Baron Dilhorne, der von 1964 bis 1966 als stellvertretender Vorsitzender der oppositionellen Tory-Fraktion im Oberhaus (Deputy Leader of the Opposition in the House of Lords) fungierte, der vererbbare Titel eines Viscount Dilhorne, of Green’s Norton in the County of Northampton verliehen.
Als solcher war er 1967 Deputy Lieutenant von Northamptonshire, ehe er als Lord of Appeal in Ordinary zwischen 1969 und 1980 als Lordrichter fungierte. Während dieser Zeit war er 1974 zuerst sogenannter „Reader“ sowie 1975 Schatzmeister der Anwaltskammer von Inner Temple.

### Ehe und Nachkommen
Aus seiner am 18. Dezember 1930 geschlossenen Ehe mit Mary Lilian Lindsay, eine Tochter des Politikers David Lindsay, 27. Earl of Crawford, der unter anderem Landwirtschaftsminister (President of the Board of Agriculture and Fisheries), Lordsiegelbewahrer, Chancellor of the Duchy of Lancaster, Minister für öffentliche Arbeiten (First Commissioner of Works) sowie Verkehrsminister (Minister of Transport) war, gingen insgesamt vier Kinder hervor.
Nach seinem Tod wurde sein einziger Sohn John Mervyn Manningham-Buller am 7. September 1980 sein Erbe als 2. Viscount Dilhorne. Seine zweitälteste Tochter Eliza Manningham-Buller war von 2002 bis 2007 Generaldirektorin des Security Service und wurde 2008 als Life Peeress mit dem Titel Baroness Manningham-Buller, of Northampton in the County of Northamptonshire aufgrund eigenen Rechts („de suo jure“) Mitglied des House of Lords.